# Asociación Uruguaya de Candombe
Asociación Uruguaya de Candombe es una asociación civil sin fines de lucro de comparsas uruguaya. Se encuentra ubicada en la calle Jaime Cibils 2810 esquina Cornelio Canterada.
Fundada el 30 de abril de 2004. Cuenta con más de 50 comparsas uruguayas. Su fin es asesorar, defender, acompañar y velar por el mantenimiento de la tradición y raíz del canddeombe.
Participan en el Desfile de llamadas de Montevideo.
La cuatro veces ganadora del Desfile de Llamadas Elumbé es una de las comparsas que forma parte de la asociación.